# Dolasetrona
Dolasetrona é um antagonista seletivo de receptores 5-HT3 da serotonina, usado para tratamentos de náuseas e vômitos, decorrentes de quimioterapia ou outras situações como cirurgias.